# Porta Pinciana
De Porta Pinciana is een stadspoort in de Aureliaanse stadsmuur in Rome. De poort werd gebouwd tussen 270 en 280 n.Chr.

## De Poort
De Porta Pinciana is gezien vanaf het noorden de tweede stadspoort in de Aureliaanse Muur. De naam van de poort komt van de nabijgelegen Pincio heuvel, waar de bekende Pinciotuinen en de Piazza Napoleone liggen. De Porta Pinciana is nooit een belangrijke toegangspoort tot de stad geweest en werd van tijd tot tijd gesloten. Er liep geen grote weg door deze poort.

## Bouw van de Poort
De Porta Pinciana is gebouwd uit baksteen en wordt geflankeerd door twee grote torens. In 401 liet keizer Honorius grote verbeteringen aan de Aureliaanse Muur aanbrengen. De oostelijke toren werd toen toegevoegd en de oorspronkelijke westelijke toren werd verbouwd. De poort zelf is toen, net als vele andere stadspoorten, bekleed met travertijn, om zo de bakstenen constructie te verstevigen.
In latere tijden is de Porta Pinciana nog verder uitgebreid en had op een zeker moment zelfs drie verdiepingen, zoals op de tekening van Herman van Swanevelt uit de 17e eeuw te zien is.

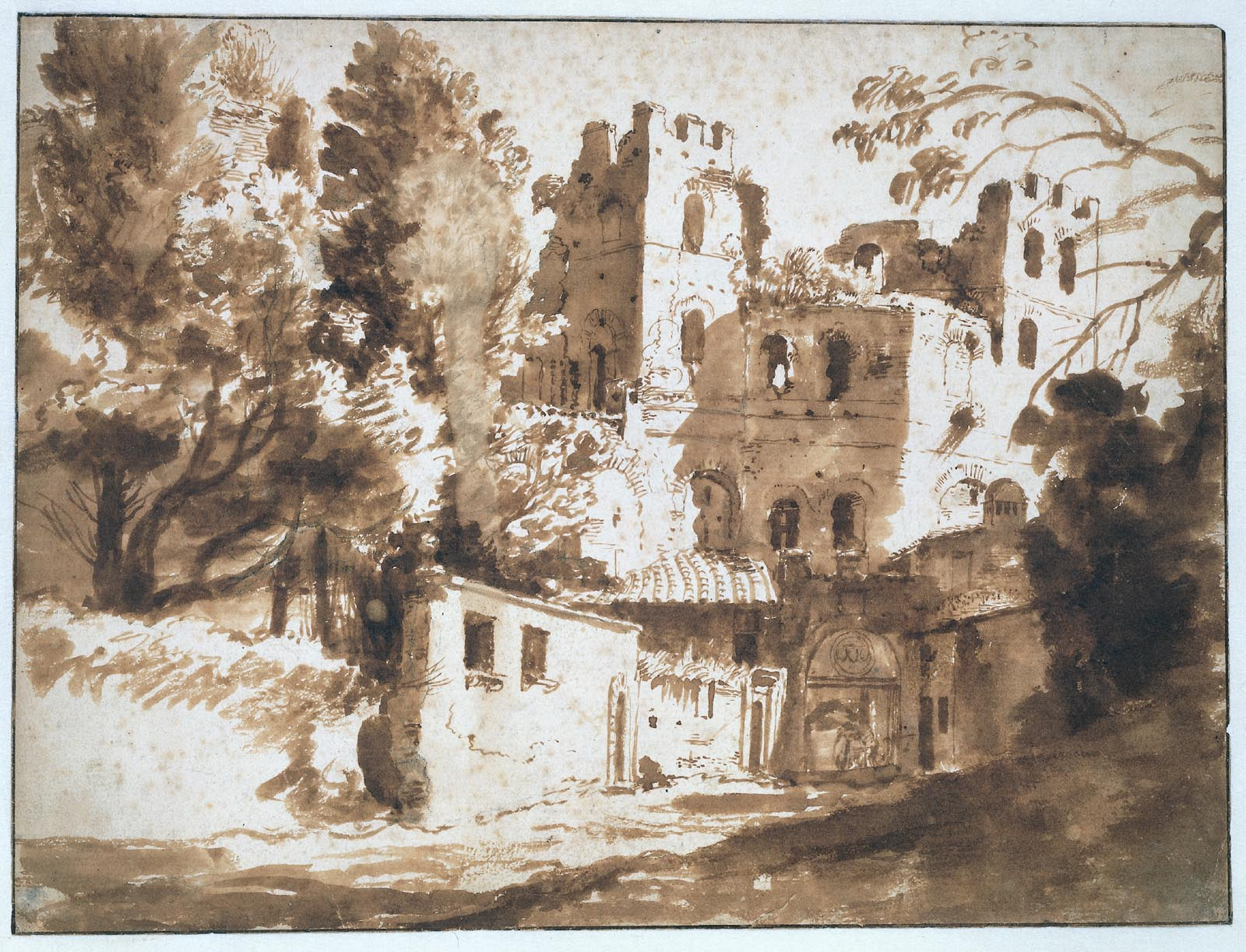
Porta Pinciana (achterzijde). Tekening door Herman van Swanevelt, ca. 1630-1640.

## De slag om de Porta Pinciana
Nadat het West-Romeinse in 476 door toedoen van de Germaan Odoaker ophield te bestaan, werd Italië bezet door de stam der Ostrogoten. Nadat zij in eerste instantie met instemming van de Oost-Romeinse keizers regeerden ontstonden er later een godsdienstig meningsverschil tussen de Ariaanse Ostrogoten en de Katholieke Oost-Romeinen. Keizer Justianus stuurde generaal Belisarius naar Italië om het Westelijke rijk te heroveren.
In 536 veroverde Belisarius Rome. De Ostrogoten verzamelden bijna al hun troepen en belegerden de stad tussen 537 en 538. De laatste grote slag van het beleg vond plaats bij de Porta Pinciana waar de Ostrogoten met stormladders probeerden de Aureliaanse Muur te bestormen. Ondanks de grote overmacht wist Belisarius, met zijn leger van veteranen, vanaf de muur alle aanvallen af te slaan. Uiteindelijk braken de Ostrogoten hun beleg maar af en verlieten de kampen om de stad. In 545 heroverden de Ostrogoten Rome alsnog.

## Porta Pinciana tegenwoordig
Nadat de poort gedurende bijna de hele 19e eeuw gesloten is geweest, is deze in 1887 weer geopend. De poort werd toen gebruikt als toegang tot de nabijgelegen Villa Borghese.
De Porta Pinciana is nog in goede staat. Aan beide zijden van de poort zijn grote doorgangen in de Aureliaanse Muur gemaakt om het autoverkeer te kunnen doorlaten.

## Ingepakt door Christo
In 1974 heeft de bekende kunstenaar Christo de Porta Pinciana en de naastgelegen doorgangen, gedurende 40 dagen ingepakt in textiel. Hiermee was de Porta Pinciana een van de voorlopers van de Pont Neuf in Parijs, en de Rijksdag in Berlijn, de twee bekendste bouwwerken die door Christo in textiel zijn verpakt.

## Externe links

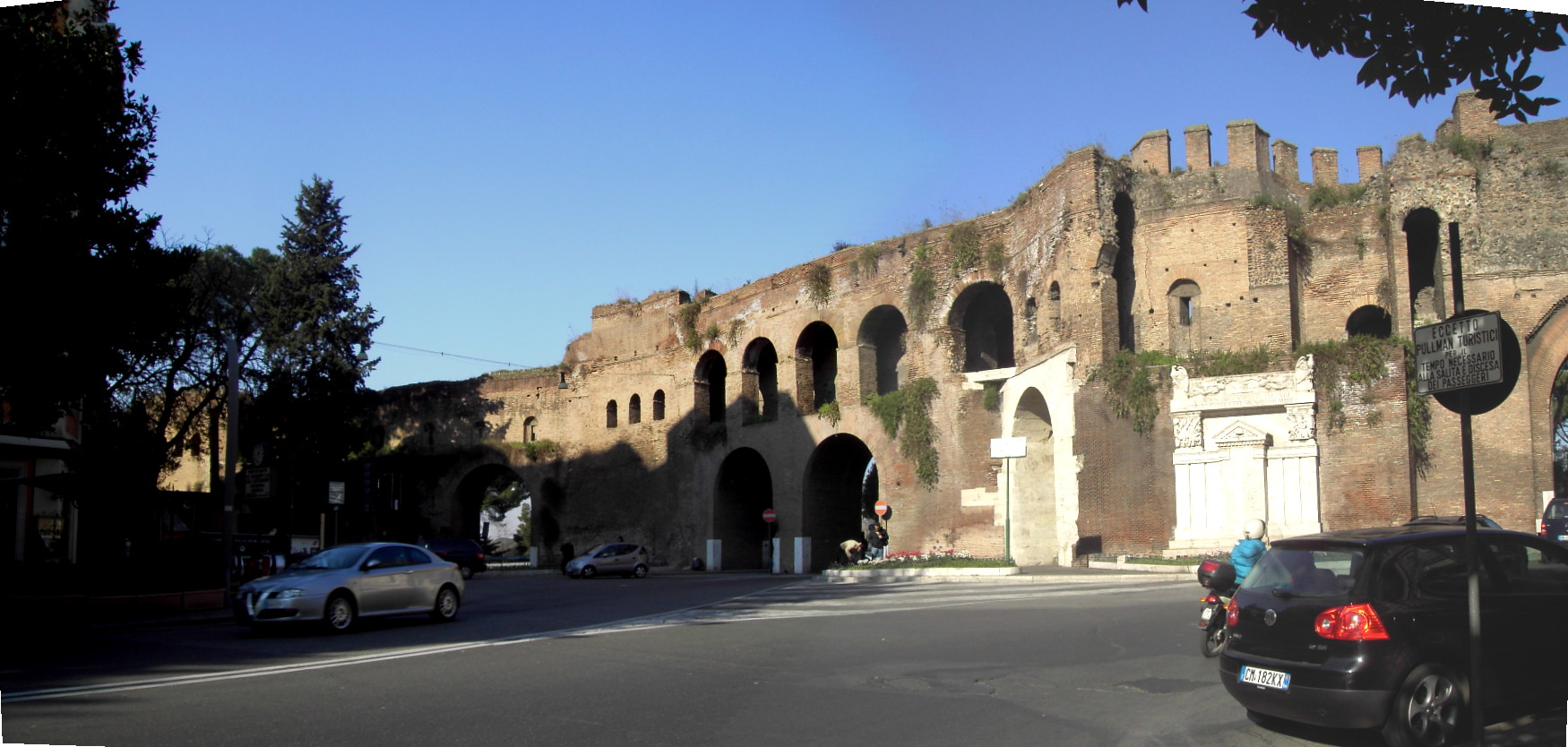
Achterzijde van de Porta Pinciana
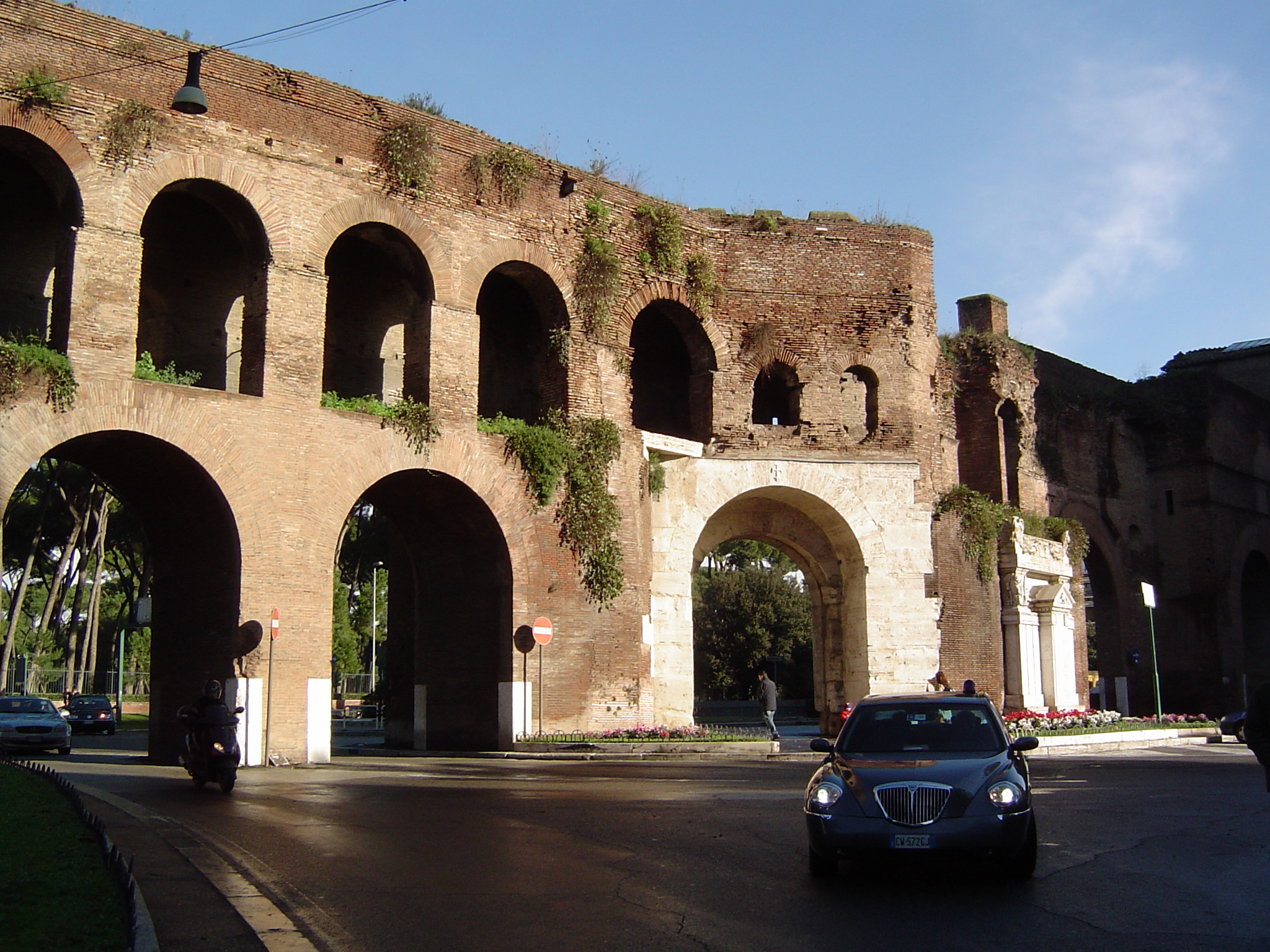
Achterzijde van de Porta Pinciana
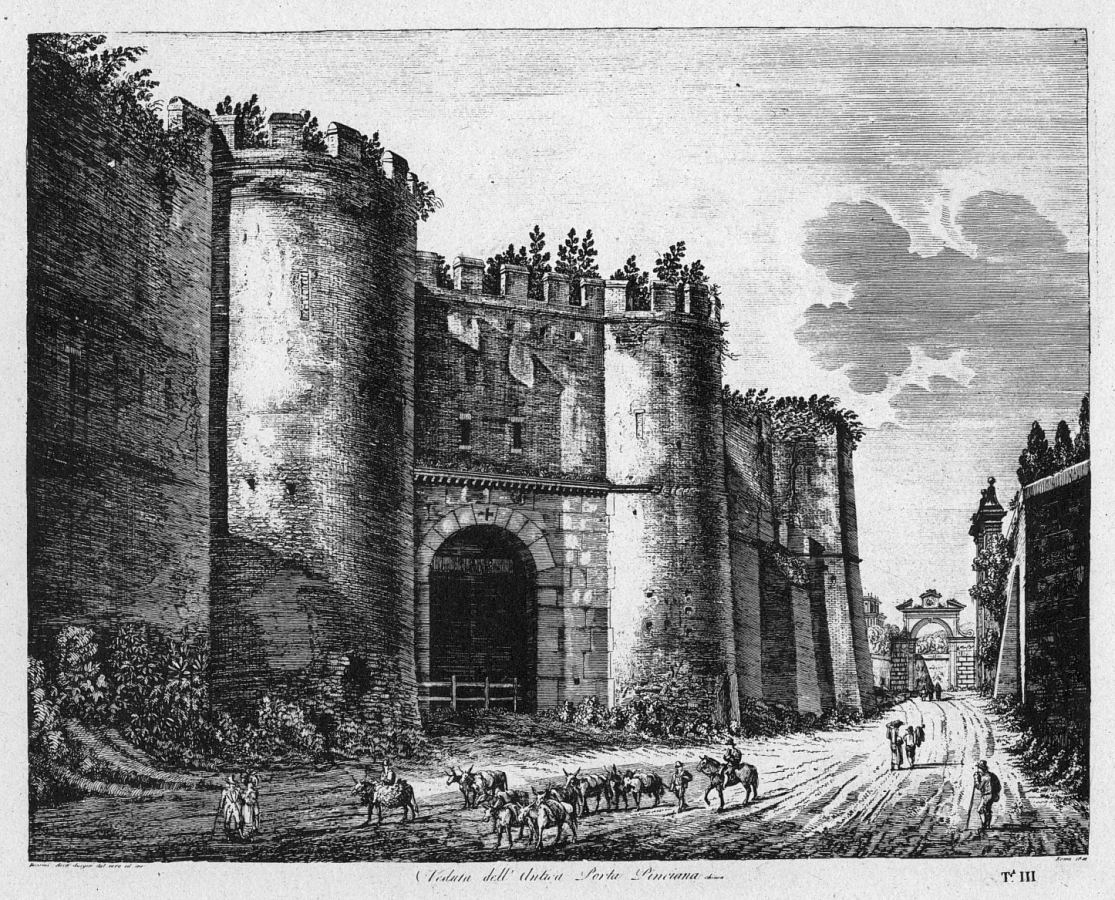
Tekening door Luigi Rossini
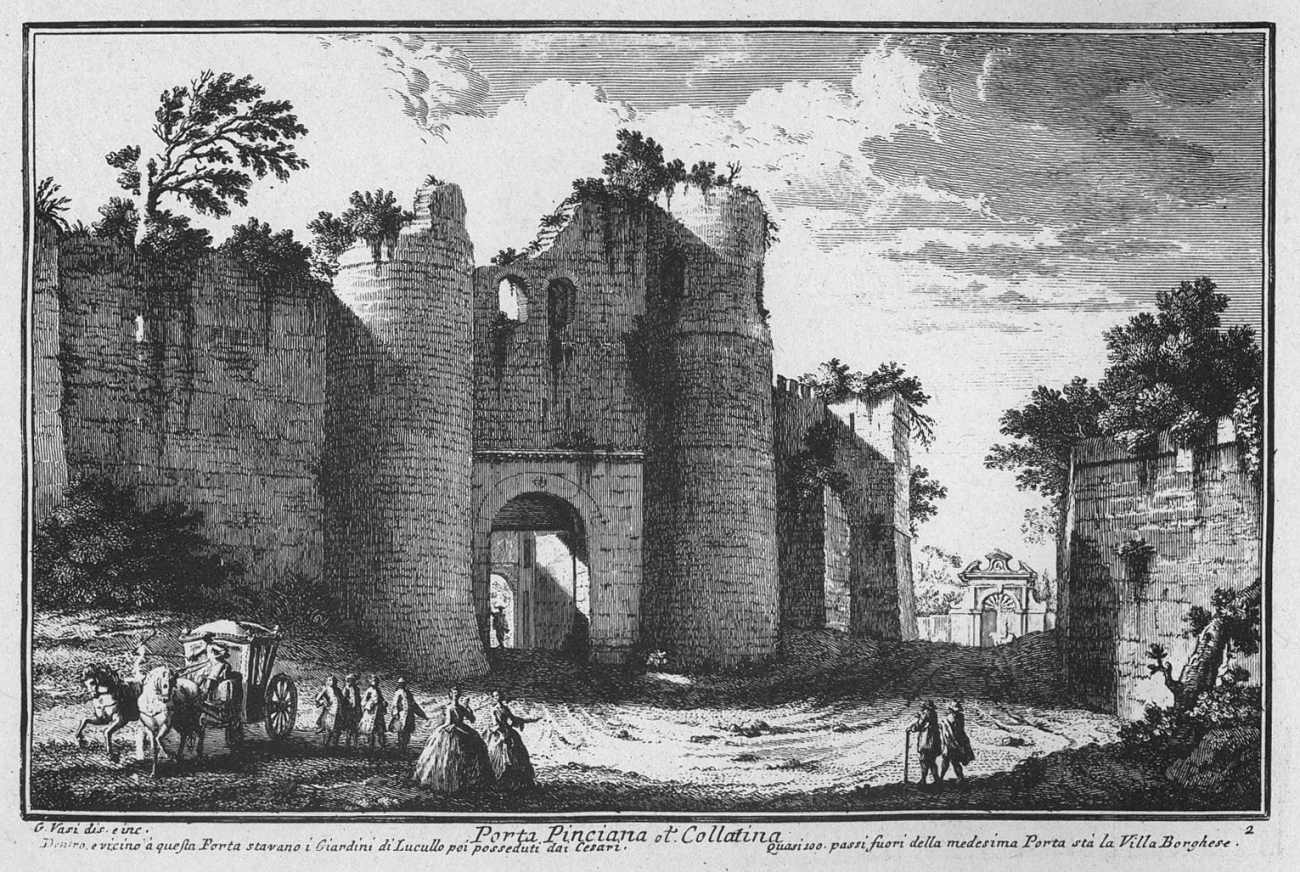
Tekening door Giuseppe Vasi